# LWL-Denkmalpflege, Landschafts- und Baukultur in Westfalen
Die LWL-Denkmalpflege, Landschafts- und Baukultur in Westfalen ist ein Kulturdienst des Landschaftsverbandes Westfalen-Lippe (LWL). Er besteht in seiner jetzigen Form seit April 2011 und setzt sich aus dem ehemaligen Westfälischen Amt für Denkmalpflege und den bis dahin eigenständigen Dienststellen für Landschafts- und Baukultur zusammen. Geleitet wird der Kulturdienst vom Landeskonservator Holger Mertens.

## Aufgaben
Die LWL-Denkmalpflege, Landschafts- und Baukultur in Westfalen erfüllt Aufgaben im Bereich von Denkmalschutz und Denkmalpflege, Landschaftskultur und Baukultur. Als Denkmalfachbehörde arbeitet der Kulturdienst im Auftrag der Landesverfassung als Fachamt für Denkmalschutz und Denkmalpflege nach dem Denkmalschutzgesetz NRW.
Zu den Hauptaufgaben des Kulturdienstes gehören das Erfassen, Erforschen und Bewerten von Denkmälern, sowie das Vermitteln des denkmalkundlichen Wissens an die Öffentlichkeit. Fachleute untersuchen Bauwerke mit Hilfe der historischen Bauforschung. Mitarbeiter der Praktischen Denkmalpflege unterstützen und beraten die Städte, Gemeinden und Denkmaleigentümer bei der Erhaltung und Nutzung ihrer Baudenkmäler. Sie erarbeiten fachliche Stellungnahmen im Rahmen von denkmalrechtlichen Verfahren sowie Gutachten für Gerichte oder im Rahmen von Förderverfahren. Restauratoren begleiten Maßnahmen an Denkmälern, die eine restaurierungswissenschaftliche Sonderkompetenz erfordern. Baudenkmäler und ihre Geschichte werden mit Hilfe von Datenbanken und in verschiedenen Archiven dokumentiert. Die städtebauliche Denkmalpflege nimmt denkmalpflegerische Interessen als Träger öffentlicher Belange in Fachverfahren Dritter wahr und berät Kommunen beim Erstellen von Stadtentwicklungskonzepten sowie Denkmalpflegeplänen, Denkmalbereichssatzungen, Gestaltungs- oder Erhaltungssatzungen. 
Der Sachbereich Kulturlandschaftsentwicklung erarbeitet kulturlandschaftliche Fachbeiträge zu allen Gesamtplanungen (Landesentwicklungsplanung, Regionalplanung und Bauleitplanung) und der Bereich Gartenkultur erfasst Gärten und Parks in Westfalen-Lippe, die von besonderer kulturhistorischer, gartenkultureller oder touristischer Bedeutung sind und berät Garteneigentümer bei Pflege, Weiterentwicklung und touristischen Bewerbung ihrer Anlagen. Der Sachbereich Baukultur vermittelt baukulturelle Themen mit verschiedenen Formaten an Fachleute und die interessierte Öffentlichkeit.

## Organisation
Die LWL-Denkmalpflege, Landschafts- und Baukultur in Westfalen ist unterteilt in vier Fachreferate, die Stabsstelle für Rechtsangelegenheiten, den Sachbereich Vermittlung und Baukultur und die Amtsleitung. Die Fachreferate beinhalten verschiedene Sachbereiche und gliedern sich in das Referat Inventarisation und Bauforschung, das Referat Praktische Denkmalpflege, das Referat Restaurierung und Dokumentation und das Referat Städtebau und Landschaftskultur.

## Provinzial- und Landeskonservatoren
- 1892–1915: Albert Ludorff
- 1916–1920: Hermann Zimmermann (kommissarisch)
- 1921–1931: Johannes Körner
- 1931–1952: Wilhelm Rave
- 1952–1959: Theodor Rensing
- 1959–1971: Hermann Busen
- 1972–1987: Dietrich Ellger
- 1987–2006: Eberhard Grunsky
- 2006–2007: Ursula Quednau (kommissarisch)
- 2007–2015: Markus Harzenetter
- seit 2015:99 Holger Mertens

## Veröffentlichungen
Die LWL-Denkmalpflege, Landschafts- und Baukultur in Westfalen gibt eine Reihe von Publikationen heraus:
- Zeitschrift Denkmalpflege in Westfalen-Lippe.[4] erscheint halbjährlich, Ardey-Verlag Münster, ISSN 0947-8299
- Schriftenreihe Denkmalpflege und Forschung in Westfalen. gemeinsam mit der LWL-Archäologie für Westfalen,[5] Verlag Philipp von Zabern, ISSN 0175-2839.
- Arbeitshefte der LWL-Denkmalpflege, Landschafts- und Baukultur,[6] Tecklenborg Verlag
- Kulturlandschaftliche Fachbeiträge zur Regional- und Landesplanung[7]
- Gartenreisehandbücher,[8] zuletzt im Tecklenborg Verlag, ISBN 978-3-944327-02-0.
- Das Denkmal des Monats in Westfalen-Lippe wird regelmäßig gekürt und in der Presse vorgestellt.

## Veranstaltungen
Die LWL-Denkmalpflege, Landschafts- und Baukultur in Westfalen bietet Fachleuten und der interessierten Öffentlichkeit zahlreiche thematische Veranstaltungen und Aktivitäten in Westfalen-Lippe an, die auch mit Kooperationspartnern durchgeführt werden. Seit 2004 findet alle zwei Jahre der Westfälische Tag für Denkmalpflege statt, außerdem veranstaltet der Kulturdienst Fachtagungen, Fortbildungen, Exkursion und Vortragsreihen zur Denkmalpflege, Kulturlandschaftsentwicklung, Gartenkultur und Baukultur. 